# Présailles
Présailles ist eine französische Gemeinde mit 110 Einwohnern (Stand: 1. Januar 2022) im Département Haute-Loire in der Region Auvergne-Rhône-Alpes; sie gehört zum Arrondissement Le Puy-en-Velay und zum Kanton Mézenc. Die Einwohner werden Présaillous genannt.

## Geographie
Présailles liegt etwa 19 Kilometer südsüdöstlich von Le Puy-en-Velay. Umgeben wird Présailles von den Nachbargemeinden Le Monastier-sur-Gazeille im Norden, Freycenet-la-Tour im Osten, Issarlès im Süden, Salettes im Südwesten sowie Alleyrac im Westen.

## Bevölkerungsentwicklung
| Jahr                       | 1962 | 1968 | 1975 | 1982 | 1990 | 1999 | 2006 | 2017 |
| Einwohner                  | 551  | 457  | 385  | 312  | 230  | 161  | 158  | 116  |
| Quellen: Cassini und INSEE |      |      |      |      |      |      |      |      |

## Sehenswürdigkeiten
- Kirche Nativité-de-la-Vierge aus dem 12. Jahrhundert, Monument historique
- Schloss Vachères

## Weblinks

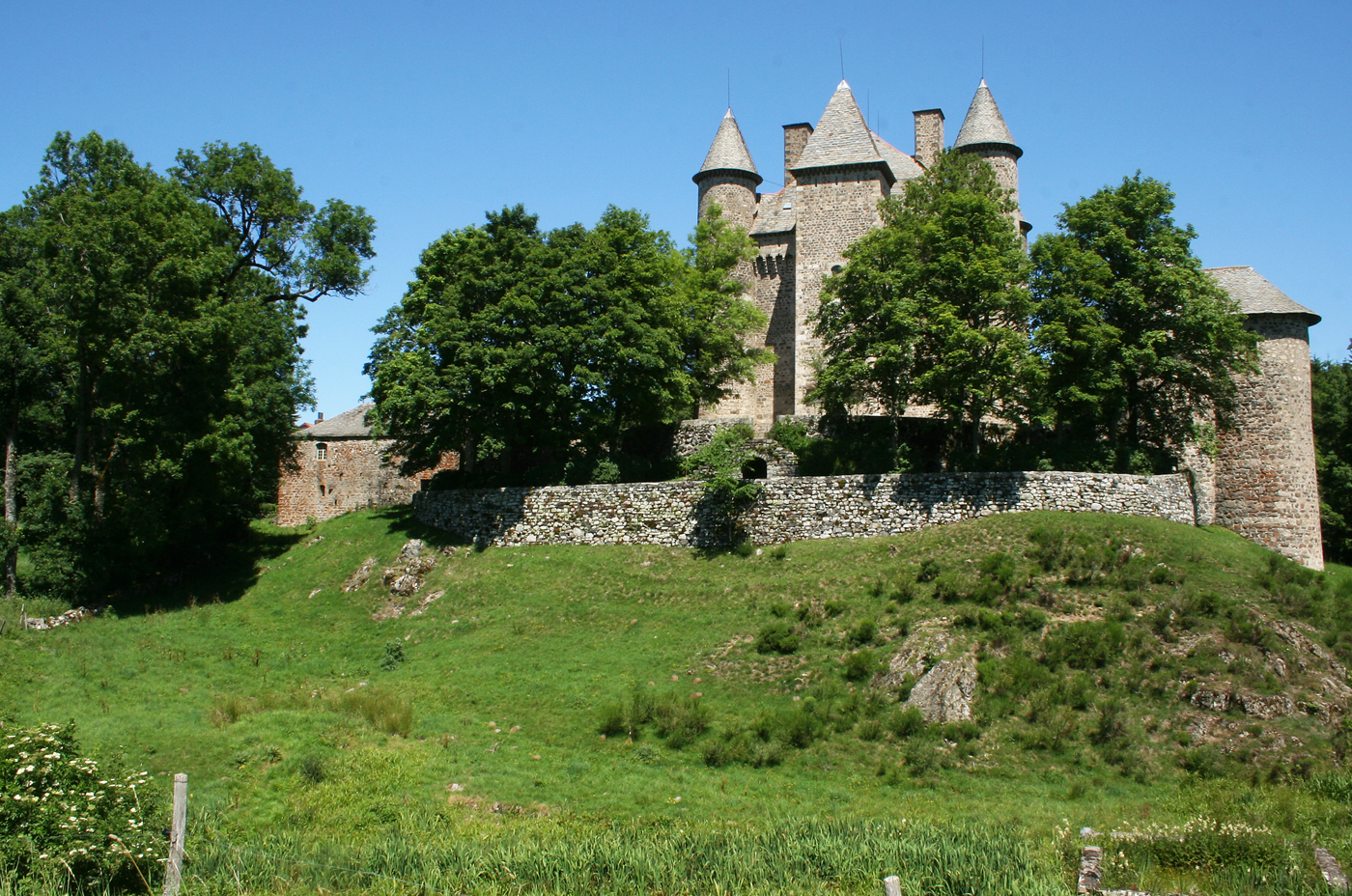
Schloss Vachères